# Møbelringen Cup 2009
Møbelringen Cup 2009 var den niende udgave af kvindehåndboldturneringen Møbelringen Cup og blev afholdt fra den 20. – 22. november 2009 i Orkanger og Trondheim i Norge. Norge vandt alle turneringens kampe og vandt dermed turneringen for fjerde gang i træk.

## Resultater
| Dato  | Hold 1   | Hold 2   | Resultat |
| ----- | -------- | -------- | -------- |
| 20.11 | Rumænien | Rusland  | 31-33    |
| 20.11 | Norge    | Kroatien | 31-28    |
| 21.11 | Rusland  | Kroatien | 35-30    |
| 21.11 | Norge    | Rumænien | 34-31    |
| 22.11 | Kroatien | Rumænien | 26-28    |
| 22.11 | Norge    | Rusland  | 27-21    |

| Hold     | Kampe | Mål   | Point |
| -------- | ----- | ----- | ----- |
| Norge    | 3     | 92-80 | 6     |
| Rusland  | 3     | 89-88 | 4     |
| Rumænien | 3     | 90-93 | 2     |
| Kroatien | 3     | 84-94 | 0     |